# Platycephala zhejiangensis
Platycephala zhejiangensis är en tvåvingeart som beskrevs av Yang 1995. Platycephala zhejiangensis ingår i släktet Platycephala och familjen fritflugor.
Artens utbredningsområde är Zhejiang (Kina). Inga underarter finns listade i Catalogue of Life.